# Pietro Antonio Lorenzoni
Pietro Antonio Lorenzoni (Cles, Italia 1721-Salzburgo, Austria 1782) fue un pintor italiano del que se sospecha qué pintó un retrato a Wolfgang Amadeus Mozart y a su familia "El niño Mozart" (1763), a su hermana Maria Anna Mozart en "Nanner cómo un niño" (1763) y un retrato de su padre Leopold Mozart (1765).
Pietro Antonio Lorenzoni llegó a Salzburgo en la década de  1750 con el propósito de dibujar a Mozart y a Nanner. Johann Nepomuk della Croce, su protegido, se encargó de hacer un retrato a toda la familia de Mozart en 1780.

## Enlaces externos

"Mozart de chiquito dibujado por Lorenzoni"

Retrato de Leopold Mozart

"Nannerl de niña"